# ابراهیم فخرایی
ابراهیم رضازاده فخرایی (۱۲۷۸ رشت - ۱۶ بهمن ۱۳۶۶ تهران)، معلم، روزنامه‌نگار، وکیل و پژوهنده ایرانی بود. او کمیسر فرهنگی جمهوری شورایی سوسیالیستی ایران بود.

## زندگی‌نامه
پدرش حاج رضا، تاجری در رشت و یکی از اعضای انجمن ایالتی گیلان در جریان انقلاب مشروطیت بود. او تحصیلات اش را در یک مکتب محلی آغاز کرد و در سن پنج سالگی تحصیلات مدرن را در مدارس ابتدایی مجیدیه و اتفاق و مدرسه راهنمایی شمس پی گرفت. در سن ۱۶ سالگی به مجرد تکمیل کلاس هشتم، برای ادامه تحصیل به کالج پتریرکله بیروت رفت ولی گسترش جنگ جهانی اول او را مجبور کرد پس از ۱۷ ماه به ایران برگردد. در تهران او در دبیرستان‌های سیروس و دارالفنون تحصیل کرد جایی که در آن مدرک کلاس دهم را گرفت. در تابستان ۱۹۱۸ او رفت تا میرزا کوچک خان، رهبر نهضت جنگل را در مرکز فرماندهی کل او در گوراب زرمیخ ببیند. او به نهضت پیوست و تا شکست آن در پاییز ۱۹۲۱ با آن باقی ماند و نهایتاً سرپرست امور فرهنگی آن شد.

### معلمی
در سال ۱۹۲۲ او معلم شد و در مدرسه ابتدایی سعدی در انزلی به عنوان مدیر خدمت کرد. دو سال بعد او تدریس تاریخ، فارسی و فرانسه را در دبیرستان‌های شماره ۱و ۲ رشت آغازید. طی این سال‌ها او به روزنامه‌نگاری هم مشغول بود و به عنوان ویراستار طلوع مطالب شدیداً انتقادی نسبت به دولت می‌نوشت. در ۱۹۲۸ او مجله فروغ را منتشر کرد، که فقط یک سال دوام آورد. در همان سال او، ظاهراً به دلیل برانگیختن دانش‌آموزان برای اعتصاب و حمایت از یک دانش‌آموز اخراج شده، از سمت آموزشی اش در رشت اخراج شد.
در ۱۹۳۳ فخرایی درس‌های حقوقی را که توسط وزارت عدلیه ارائه می‌شد گذراند و تصدیقی گرفت تا به وکالت بپردازد.
در ۱۹۴۵ او برای یک سال دیگر فروغ را منتشر کرد و به عنوان دبیر حزب جنگل کار کرد که توسط چندی از یاران سابق میرزا کوچک خان تشکیل شده بود و به همراه حزب ناسیونالیست ایران به ائتلاف با حزب توده ایران پیوست. او در ۱۹۵۴ از خدمان دولتی بازنشسته شد. 

## درگذشت
او در تهران درگذشت و به خاک سپرده شد، ولی در سال ۱۳۷۰ شمسی بقایای جنازه‌اش به رشت منتقل شد و دوباره در نزدیکی مقبره میرزا کوچک خان به خاک سپرده شد.

## آثار
- سردار جنگل ،۱۳۴۴ شمسی، انتشارات امیرکبیر، تهران
- گیلان در جنبش مشروطیت، ۱۳۵۲، تهران
- گزیده ادبیات گیلکی، ۱۳۵۸، رشت